# Eppingen
Eppingen este un oraș din landul Baden-Württemberg, Germania. Aparține regiunii Heilbronn-Franconia și este situat la aproximativ 22 de kilometri vest de Heilbronn și la aproximativ 41 de kilometri nord-est de Karlsruhe și face parte din zona centrală a Heilbronnului din centrul regional cu același nume. Eppingen este al treilea oraș ca mărime din districtul Heilbronn după Neckarsulm și Bad Rappenau.

## Geografie

### Poziția geografică
Eppingen se află pe Elsenz, un afluent stâng al râului Neckar, și pe Hilsbach, care se varsă în Elsenz în Eppingen.
Districtul Eppinger este împărțit în două unități naturale diferite: în nord-vest regiunea deluroasă ondulată, acoperită de loess a Eppinger Gäu și în sud-est zona de pădure asemănătoare platoului Eppinger Hardt. Eppinger Gäu este o subunitate a zonei deluroase Lein-Elsenz-Hügellandes, care face parte din zona naturală Kraichgau. Se mărginește în nord-vest cu creasta Eichelberg, iar în sud-est se remarcă cu o treaptă clară de Eppinger Hardt, care aparține zonei naturale Stromberg și Heuchelberg. În vest și est nu există limite de graniță clară.

### Vecini
Următoarele orașe și municipii se învecinează cu orașul Eppingen (în sensul acelor de ceasornic, începând din nord-est): Ittlingen, Kirchardt, Gemmingen, Schwaigern, Brackenheim, Güglingen, Pfaffenhofen și Zaberfeld (toate aparținând de districtul Heilbronn), Sulzfeld, Kraichtal și Östringen (toate din districtul Karlsruhe) precum și Sinsheim (districtul Rin-Neckar). Eppingen a format comunitatea administrativă Eppingen-Gemmingen-Ittlingen cu municipalitățile Gemmingen și Ittlingen.

### Structura orașului
Zona urbană Eppingen este formată din centrul orașului Eppingen și cartierele Adelshofen, Elsenz, Kleingartach, Mühlbach, Richen și Rohrbach.

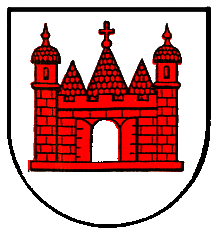
Adelshofen
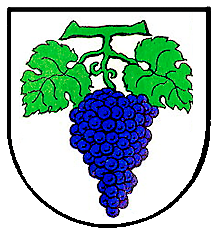
Elsenz
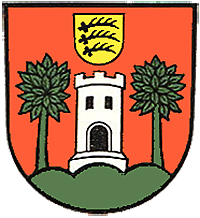
Kleingartach
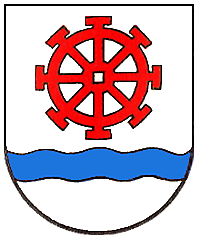
Mühlbach
Richen
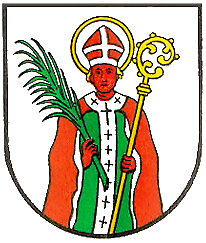
Rohrbach

### Orașe înfrățite
Eppingen are legături culturale, economice și de prietenie cu următoarele orașe înfrățite:
- Wassy, Grand Est, Franța (din 1967)
- Epping, Anglia, Marea Britanie (din 1981)
- Szigetvár, Județul Baranya, Ungaria (din 1992)

## Istoric
În 1803, Eppingen a ajuns în statul Baden, unde în 1813 a devenit sediul biroului districtual Eppingen. Acest lucru a conferit orașului o funcție centrală importantă pentru localitățile din jur. Perioada care a urmat a fost o eră a dezvoltării urbane care a permis orașului Eppingen să crească dincolo de granițele zidurilor orașului și continuă să-l modeleze și astăzi. În 1823, primăria a fost construită în locul teascului de vin de la Obertor, iar puțin mai târziu casele model țărănești cu un design generos, create pe cele trei străzi până la Adelshofen, Bretten și Rappenau. Din 1859, orașul a fost extins spre nord-vest incluzând școala neoclasică și districtul administrativ de-a lungul Kaiserstrasse. Orașul a obținut Școala Agricolă Eppingen, a doua cea mai veche școală agricolă din Baden. La sfârșitul secolului al XIX-lea, Eppingen a fost conectat la rețeaua feroviară (în 1879 spre Karlsruhe, 1880 către Heilbronn, 1899 către Heidelberg).
În anul 2000, populația orașului Eppingen a depășit 20.000 de locuitori. În 2001, administrația orașului a depus o cerere pentru a fi declarat oraș de district important, ceea ce guvernul statului Baden-Württemberg a decis să o aprobe cu punere în funcțiune de la 1 ianuarie 2002.

## Cultură și obiective turistice
Eppingen este situat pe cel mai sudic dintre cele opt trasee ale Rutei germane cu case de paiantă (în germană : Deutsche Fachwerkstraße), care trece pe lângă multe atracții.

### Structuri

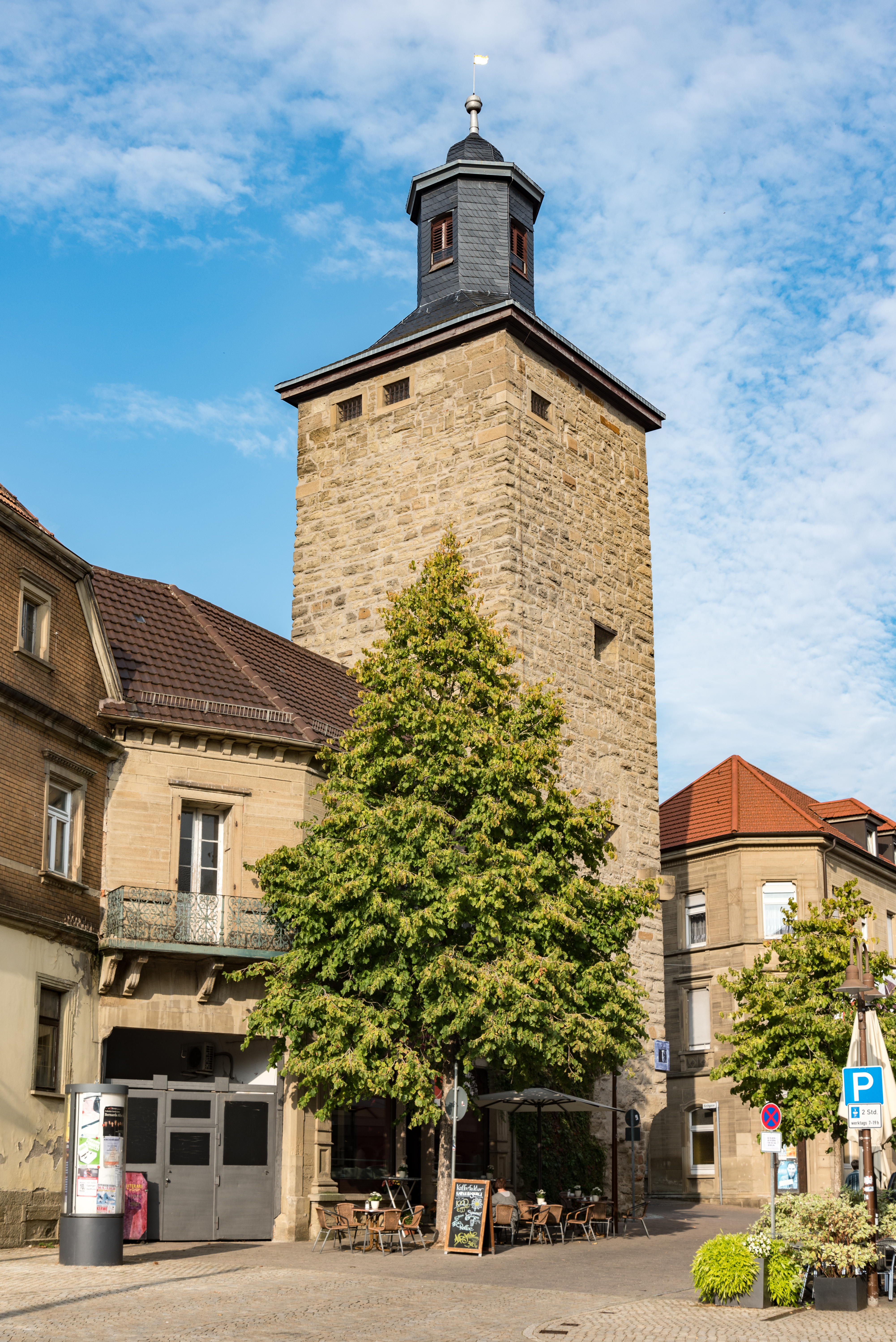
Pfeifferturm

În centrul istoric al orașului Eppingen care în întregime este declarat monument arhitectural încă din 1983, s-au păstrat numeroase clădiri categorisite ca monumente culturale.
- Turnul Pfeiffer (Pfeifferturm) din secolul al XIII-lea este considerat simbolul orașului. Turnul de 22 m înălțime, construit pe o bază pătrată cu o lungime a muchiei de 6,90 m, stă pe ziduri de fundație groase de 2 m, care se subțiază la 60 cm în partea de sus. Turnul a fost o închisoare oficială din 1829 până în 1859.
- Capela Sf. Ecaterina (Katharinenkapelle) a fost construită lângă biserica orașului în 1450. Clădirea a fost secularizată și a servit multă vreme drept școală, are încă o boltă în cruce în stil gotic târziu. Din 1991, fațada fostei capele dinspre biserică a fost decorată cu o reprezentare lată de 10 metri a unui dans al morții.
- Universitatea Veche (Alte Universität) din secolul al XV-lea a servit inițial ca un magazin universal cu o sală pentru carne, o sală oficială, grânar și pivniță de vinuri. În anii ciumei din 1564/65, a găzduit o facultate a Universității din Heidelberg, ca locații alternative. Mai târziu clădirea a fost o casă de locuit, iar uneori în secolul al XVIII-lea a fost poate și o școală evreiască, cel puțin s-a păstrat acest termen pentru clădire. Orașul Eppingen a achiziționat clădirea de la proprietari între 1965 și 1973 și a renovat-o pe larg între 1984 și 1987. Astăzi în clădire este un muzeu.
- Primăria Eppingen din piața cenrtală a fost construită în 1824/25 în stilul Weinbrenner, după planurile consilierului tehnic din Baden Karl August Schwarz de către maistrul de lucrări din Eppingen, Franz Auchter. Partea de sud-vest a clădirii a fost extinsă în stil modern.

- Multe alte case de paiantă din diferite epoci caracterizează romanticul centru-vechi al orașului Eppingen. Baumannsche Haus a fost construită în 1582 și este lăudată pentru construcția sa artistică de paiantă[7]. Casa din jurul anului 1500 cu frontoane în suspensie decalate are o construcție rară din paiantă în stil alaman. Ratsschänke (Birtul primăriei) și Bäckerhaus (brutăria) din secolul al XV-lea sunt printre cele mai vechi case de paiantă din Kraichgau. La colțul cu trei stiluri dintre Zunfthausgasse și Kettengasse se întâlnesc clădiri de paiantă în stil alaman, francon și baroc.
- Gara Eppingen a fost construită în 1879. Clădirea istorică a fost folosită în scopul său inițial până de curând, apoi a fost scoasă la vânzare în 2012 și achiziționată de orașul Eppingen la 1 ianuarie 2013.[8]

Pe teritoriul orașului se găsesc peste 120 de case de paiantă cea mai veche datând din secolul al XIII-lea. Pentru a informa vizitatorii și cetățenii din Eppingen cu privire la caracteristicile specifice și pentru a oferi cunoștințe de bază despre elementele și tehnicile de construcție a caselor de paiantă, a fost creată „Aleea de paiante” (în germană Fachwerkpfad) în parcul orașului. Nouă exponate de modele din lemn prezintă forme de construcție, tehnici de îmbinare în lemn, elemente decorative și ornamentale ale caselor de paiantă. Formele individuale sunt însoțite de o descriere, iar originalul poate fi vizualizat la fața locului în orașul vechi. 
Replicile individuale apar ca desprinse din fasadă și sunt prezentate în dimensiunea lor originală. Acestea sunt menite să sporească gradul de conștientizare al privitorului asupra construcției și să îi ofere posibilitatea de a dobândi cunoștințe de bază.

### Elemente de îmbinare

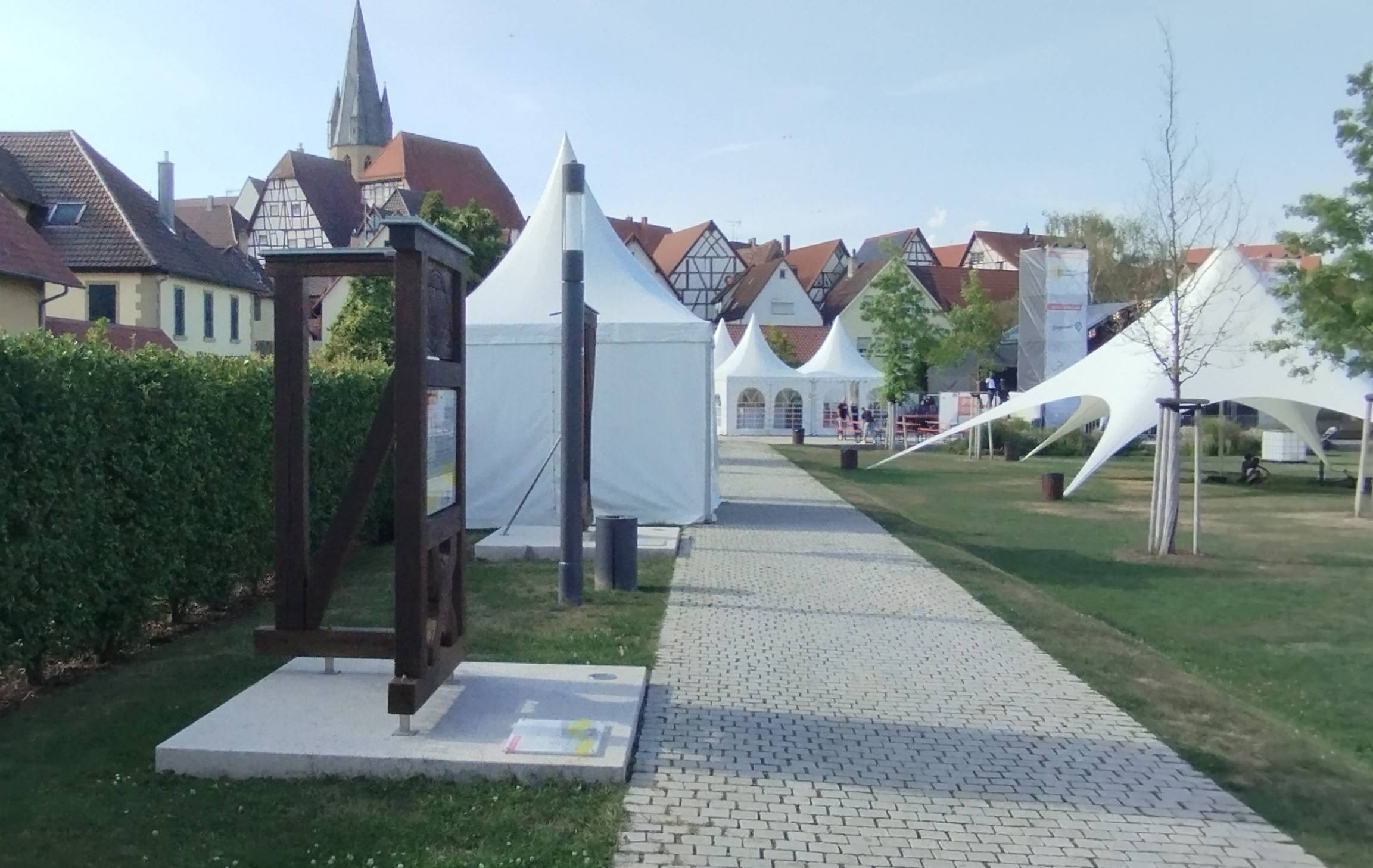
Aleea de paiante în Eppingen
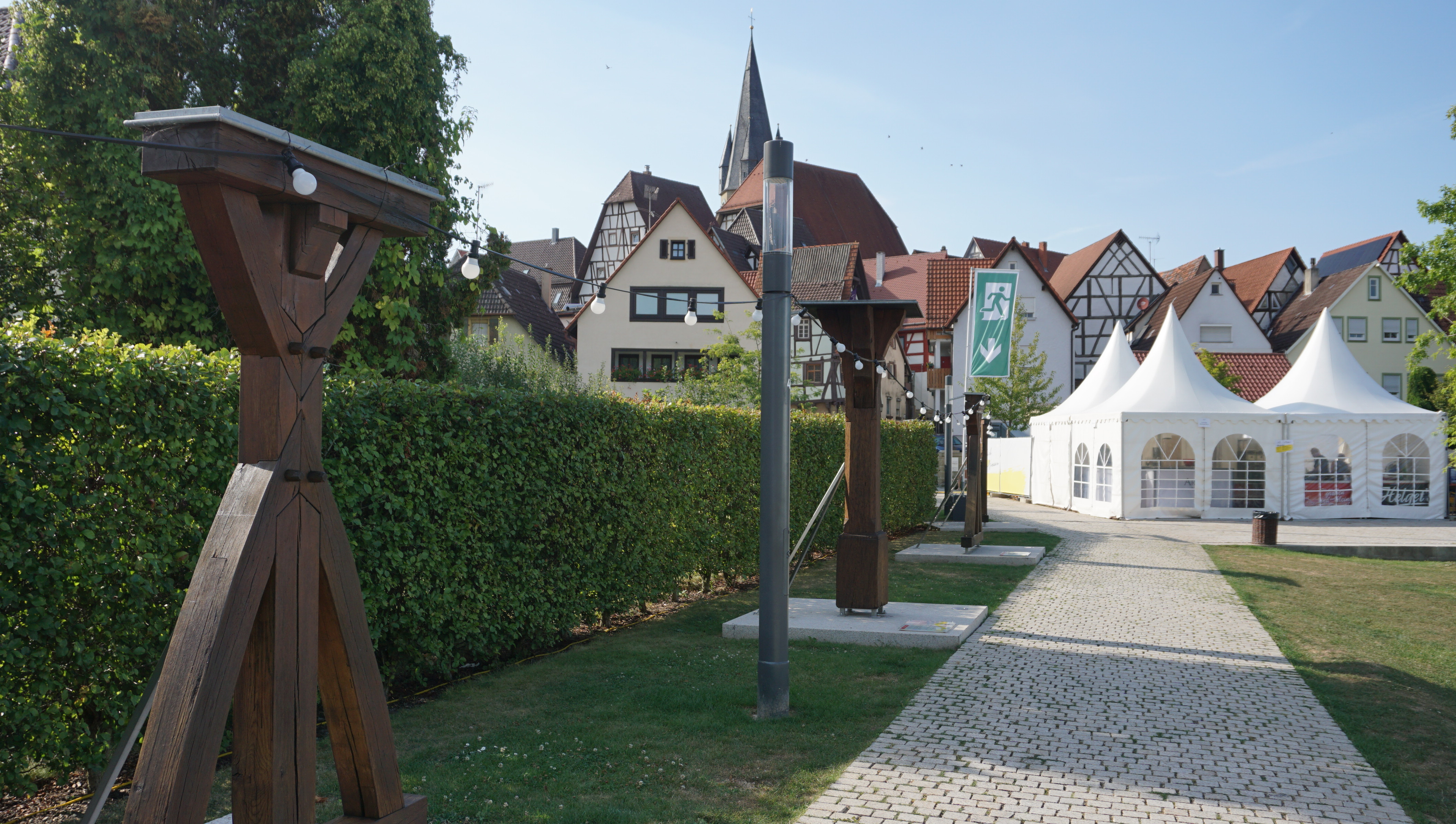
Aleea de paiante în Eppingen

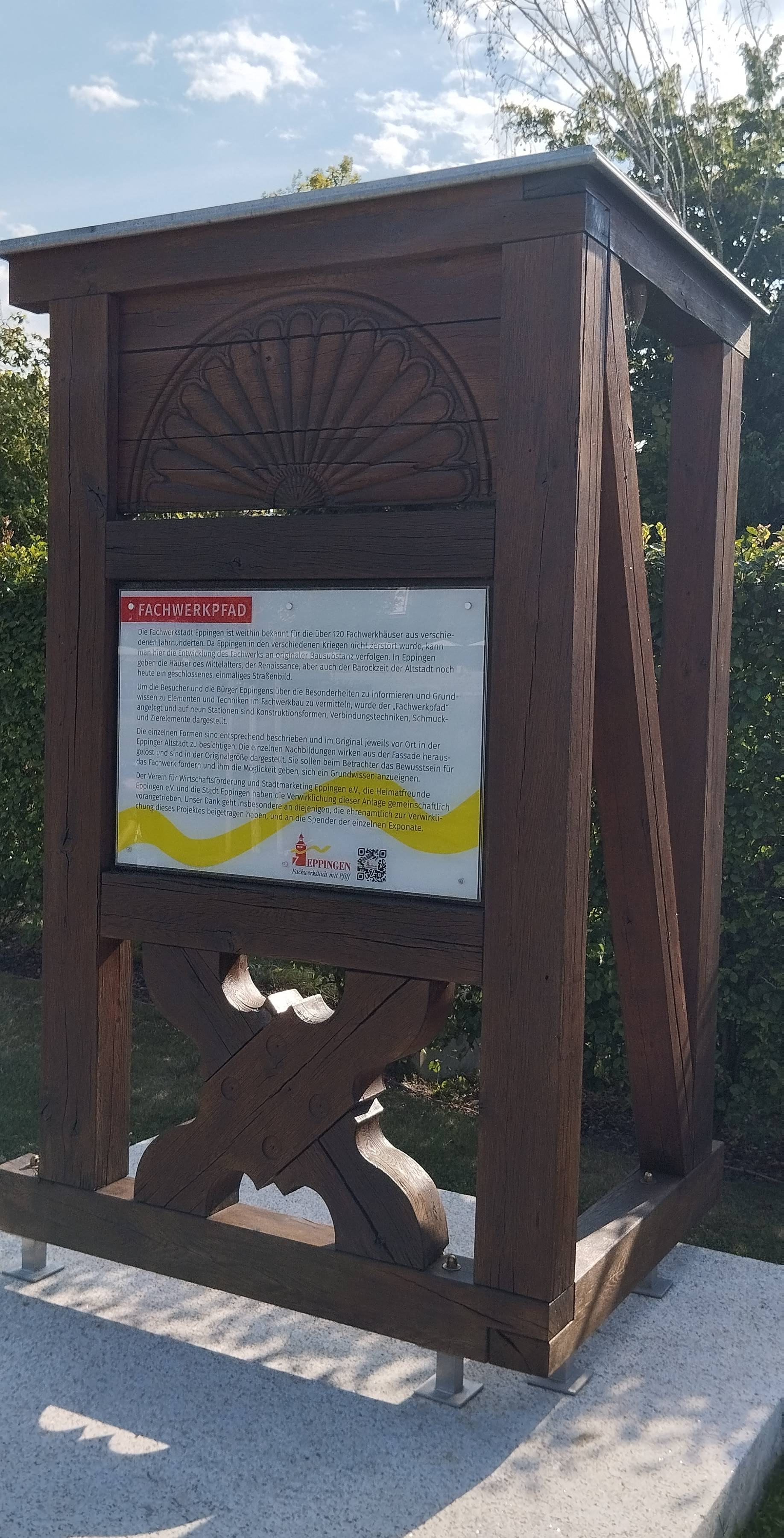
sus: Rozetă evantai ca ornament jos: Crucea Sf. Andrei
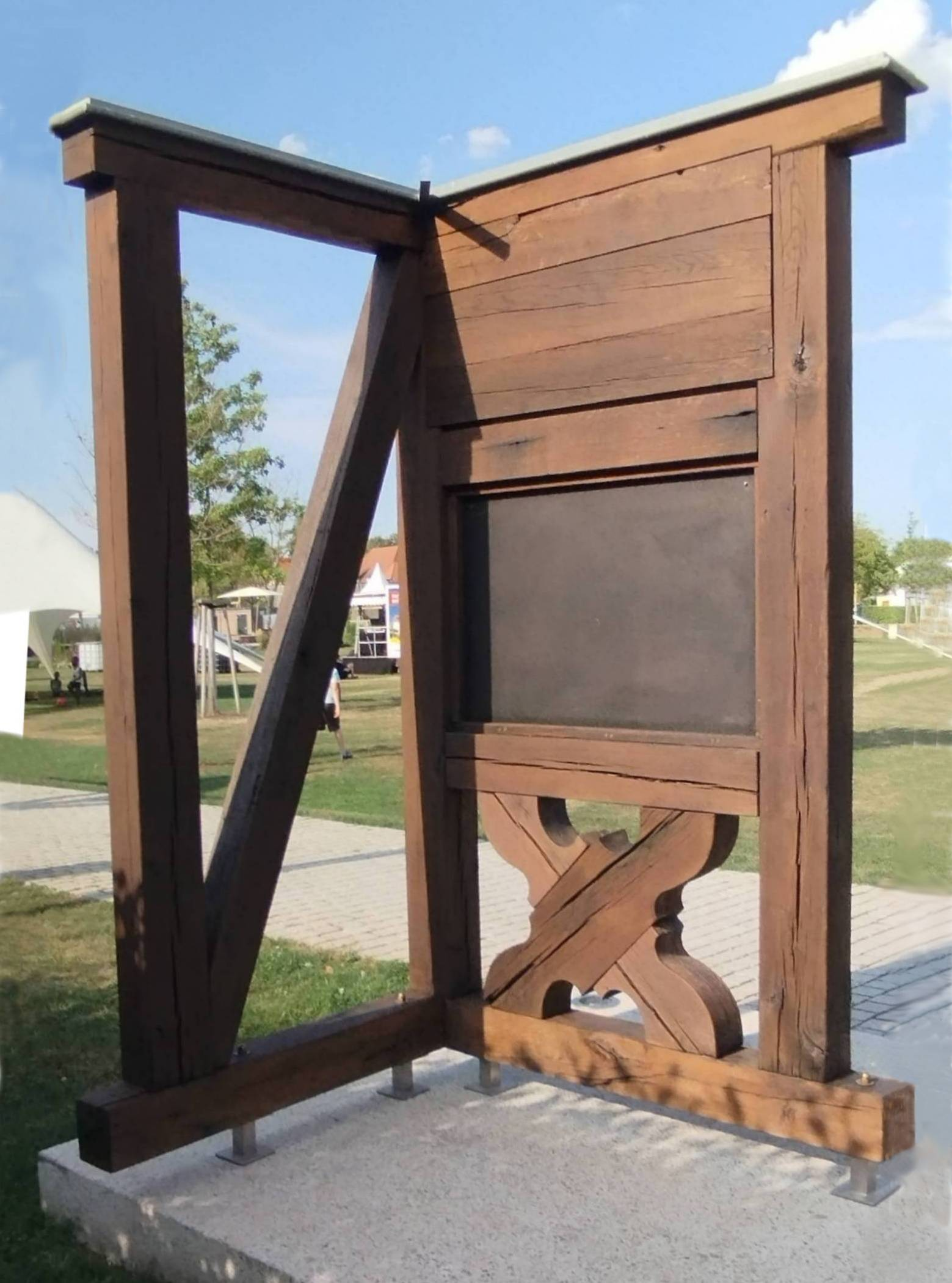
dreapta josː Crucea Sfântului Andrei (paiantă) vedere din spate (dinspre interiorul camerei)
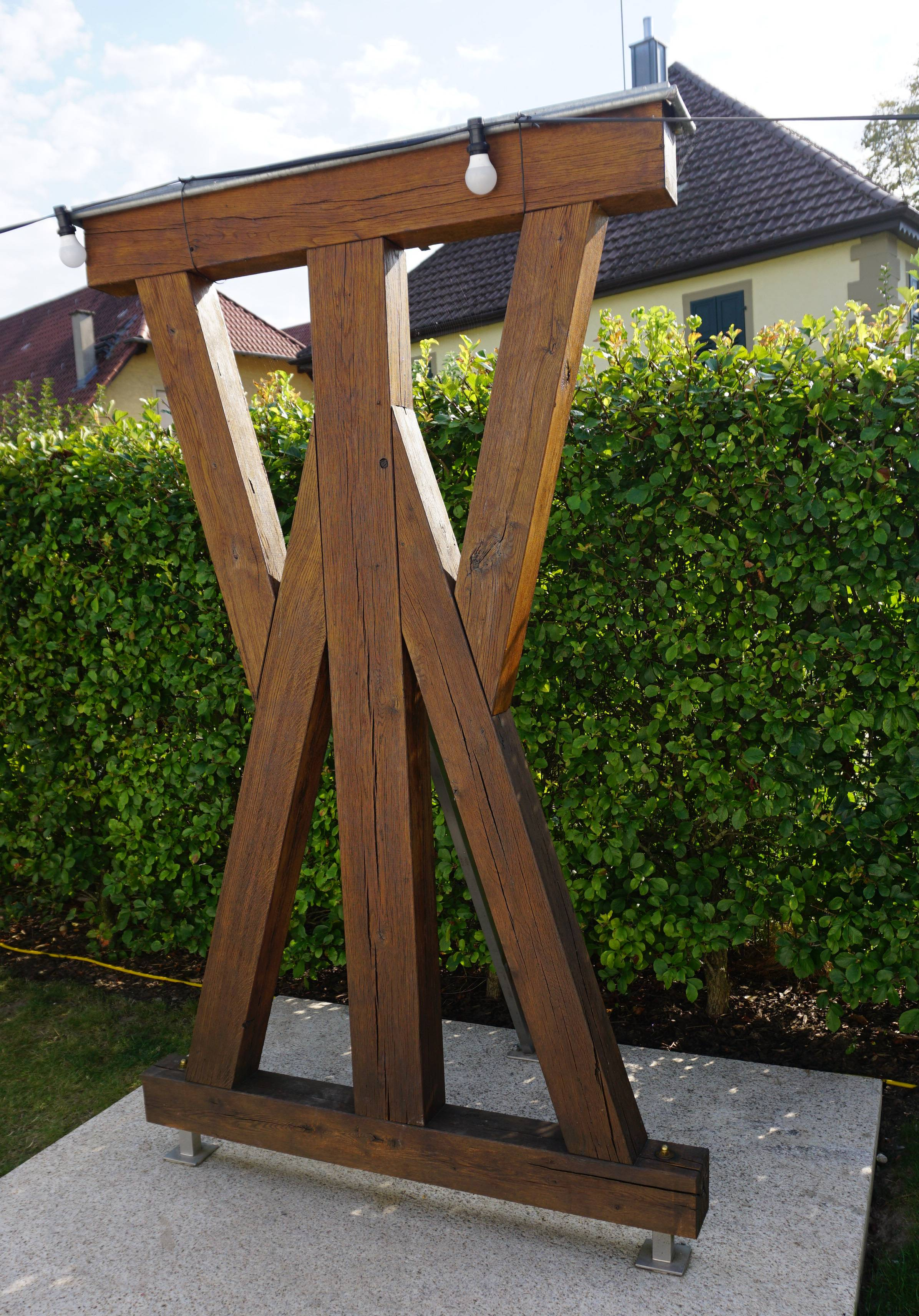
„Bărbat”, figură de paiantă
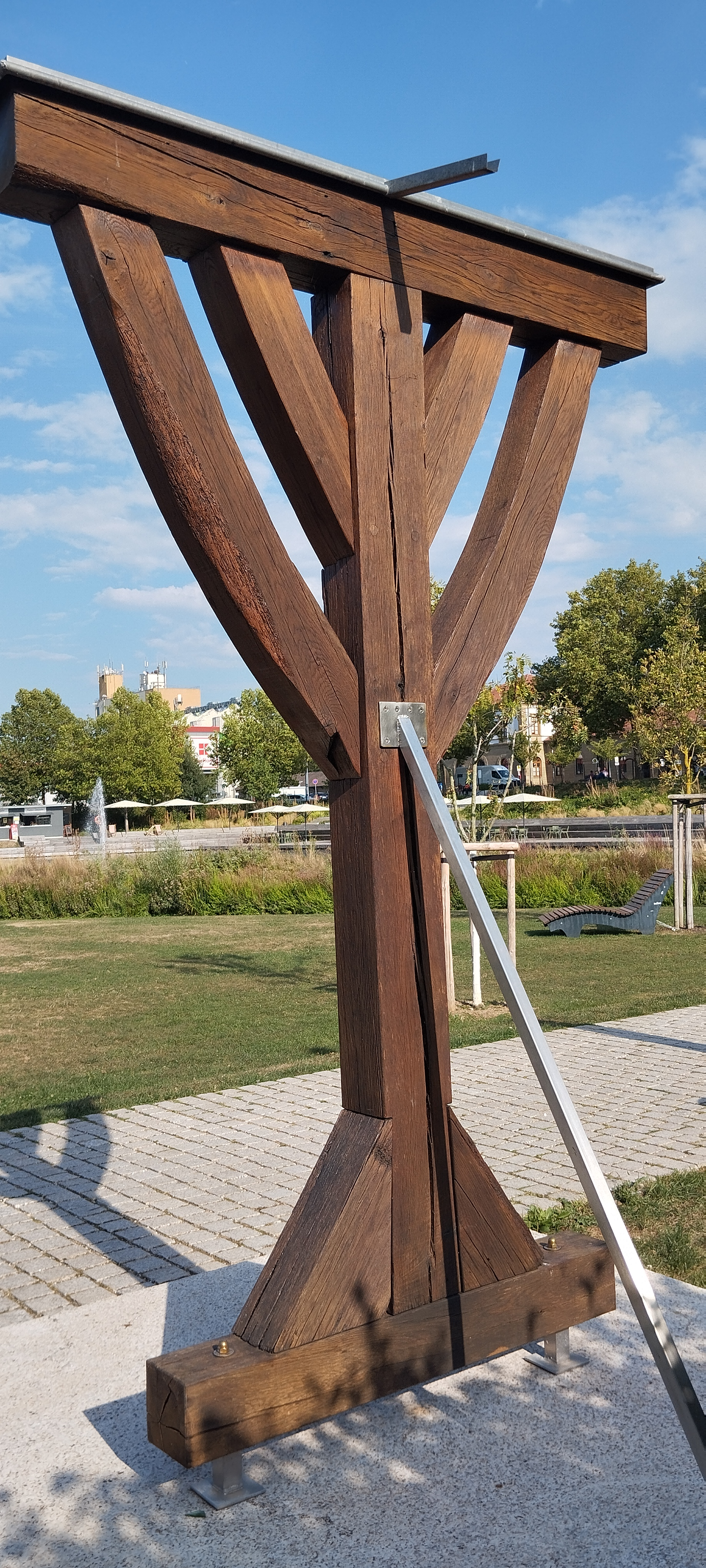
„Pom de Crăciun” figură de paiantă
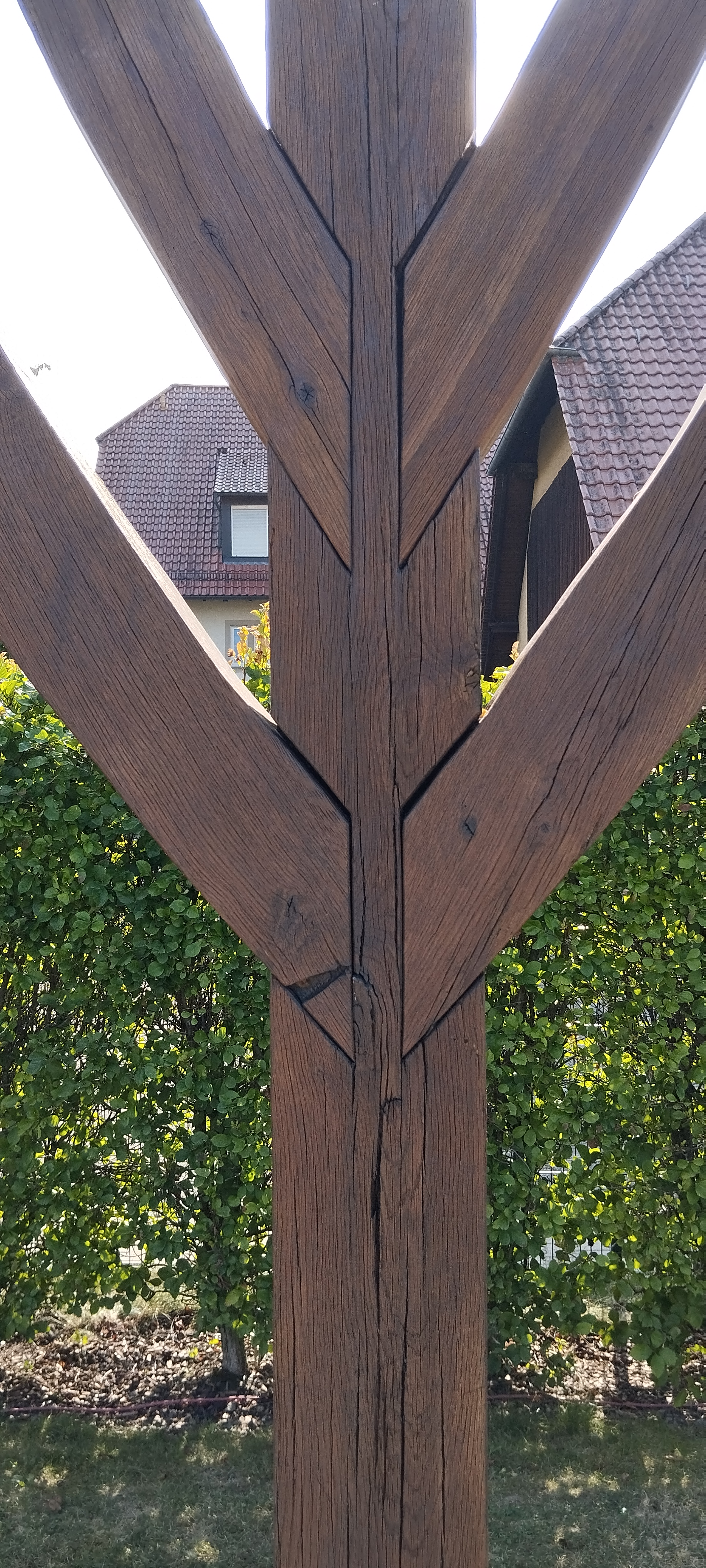
„Pom de Crăciun” (detaliu de îmbinare)
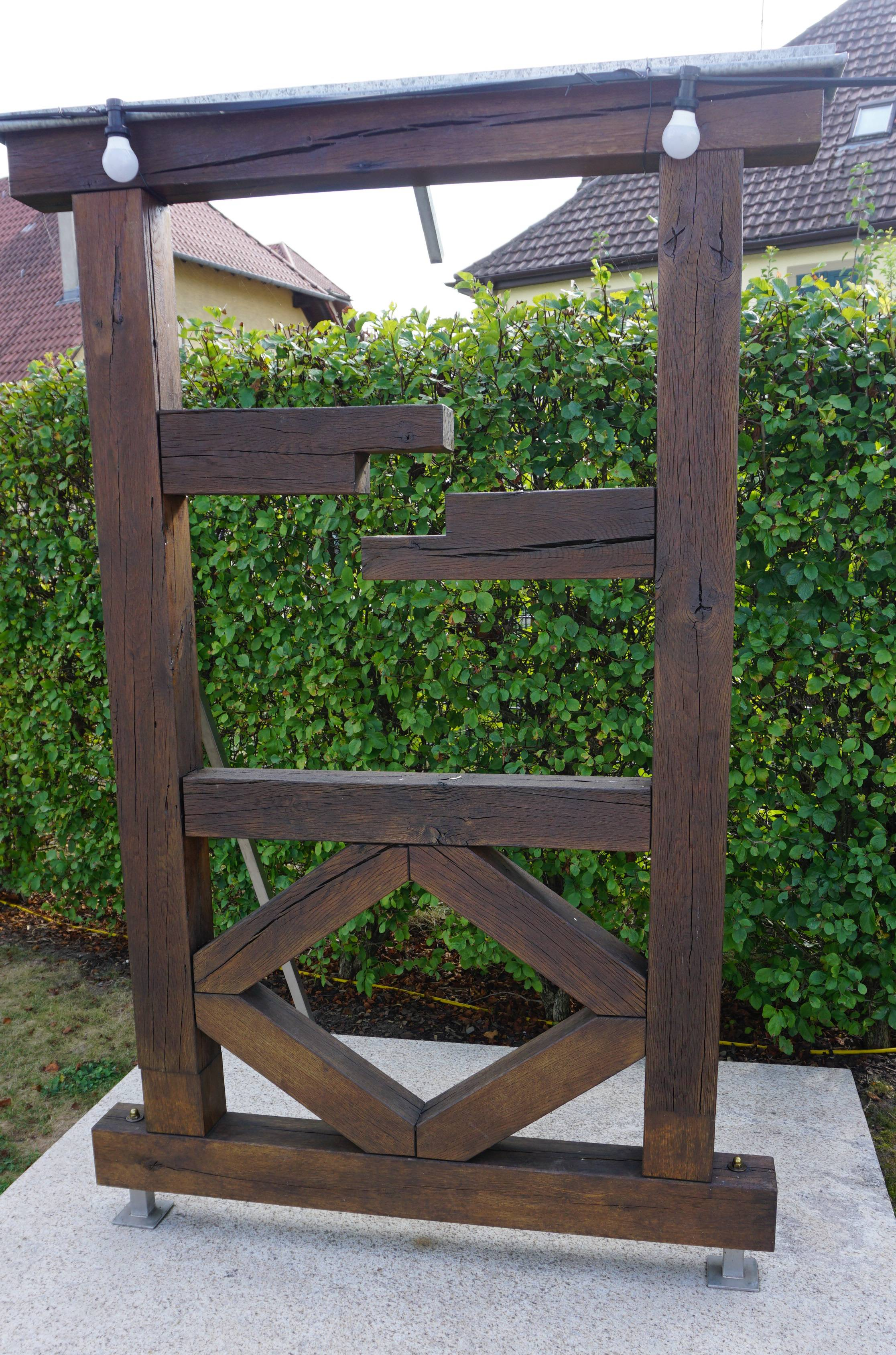
Elementul „romb” în parapet și o schematică „îmbinare prin îmbucare” în partea de sus
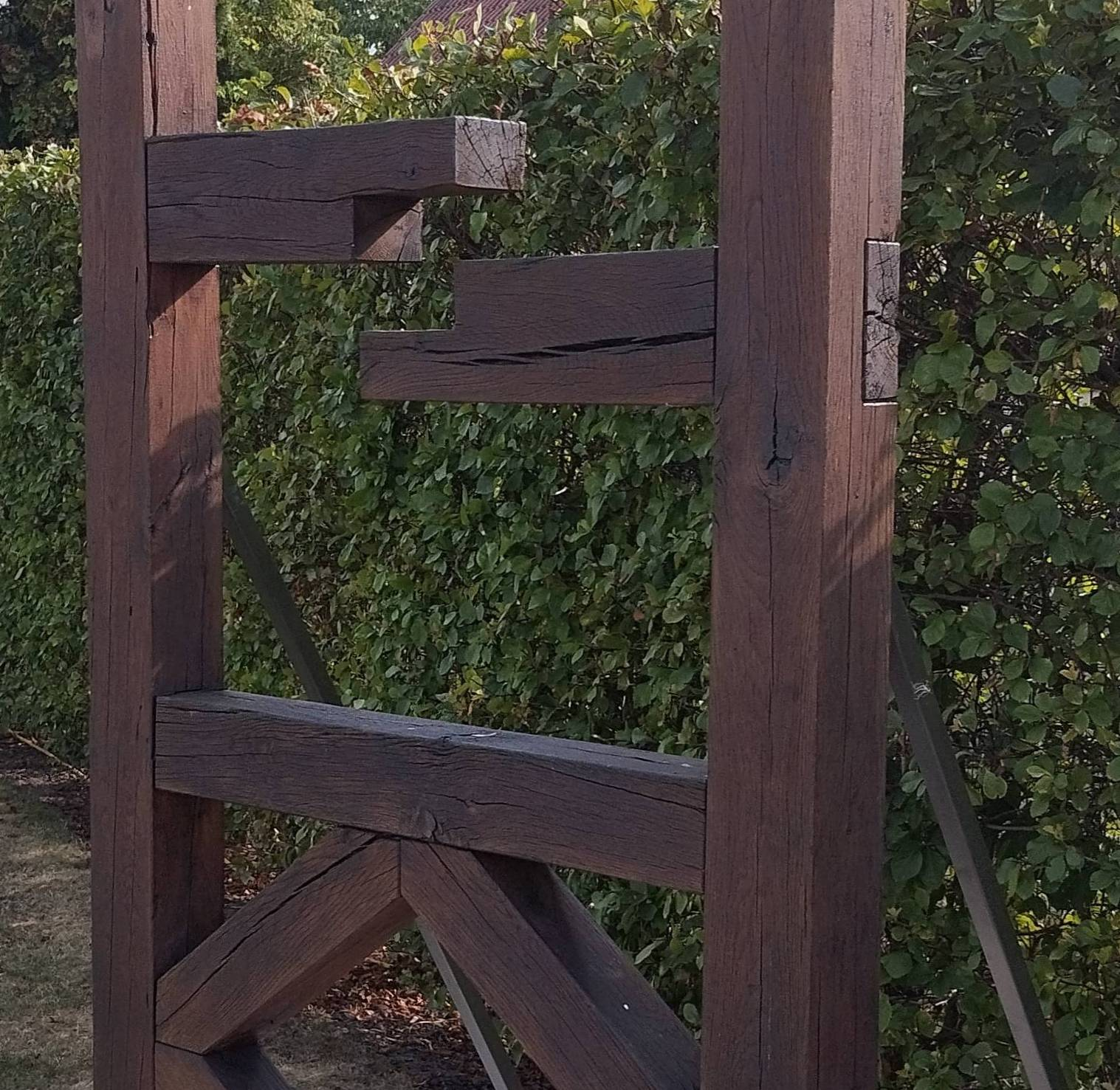
„Îmbinare prin îmbucare” (detaliu)
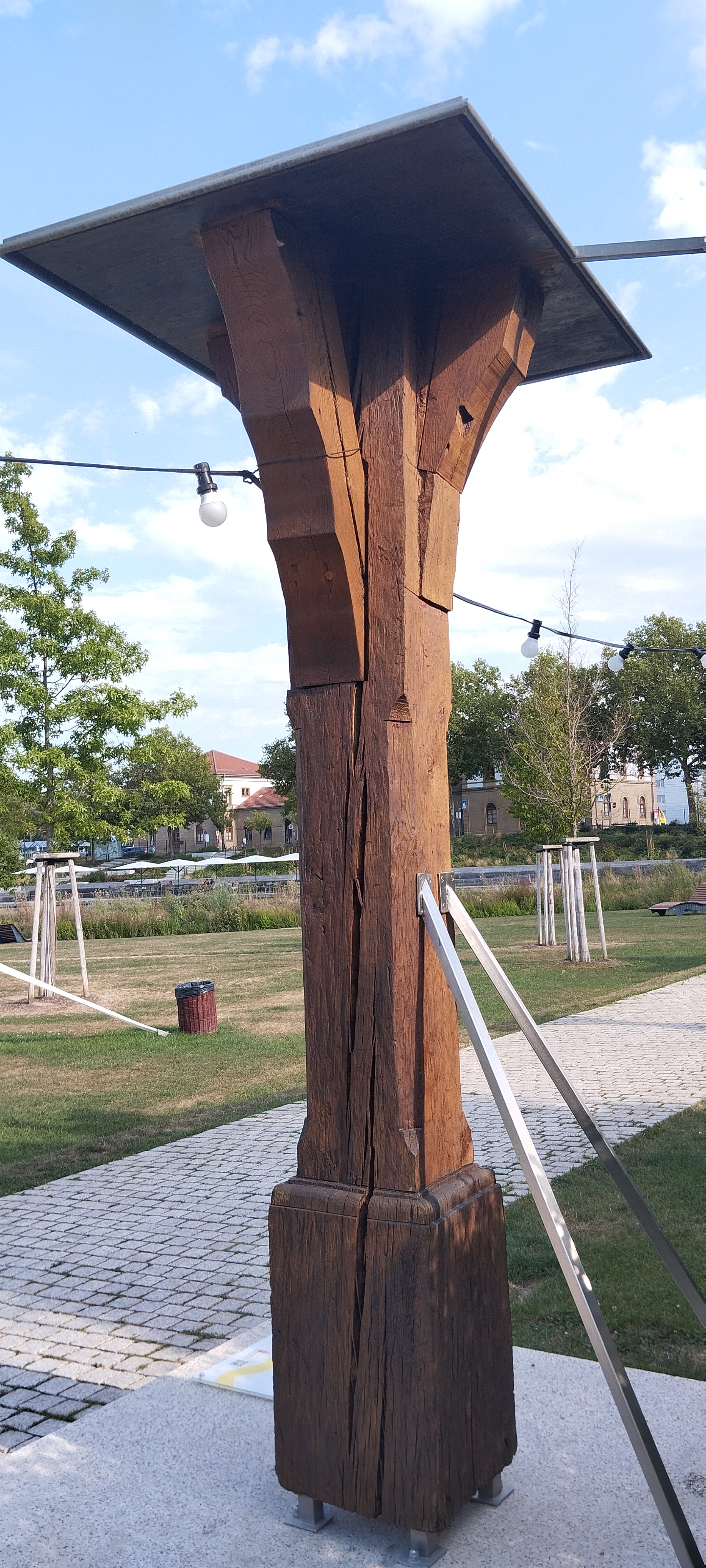
Coloană pentru susținerea tavanului (Alte Universität)
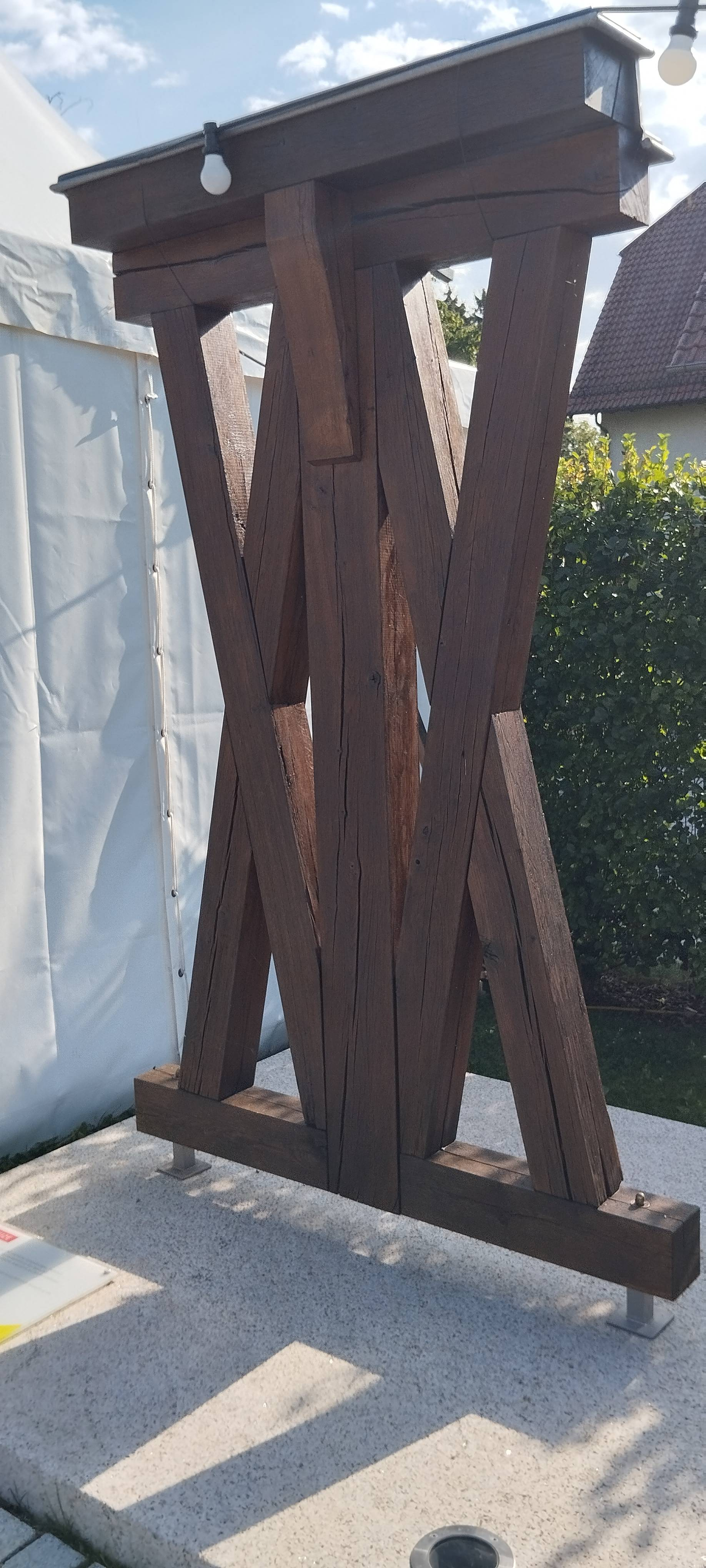
Crucile Sf. Andrei vedere față
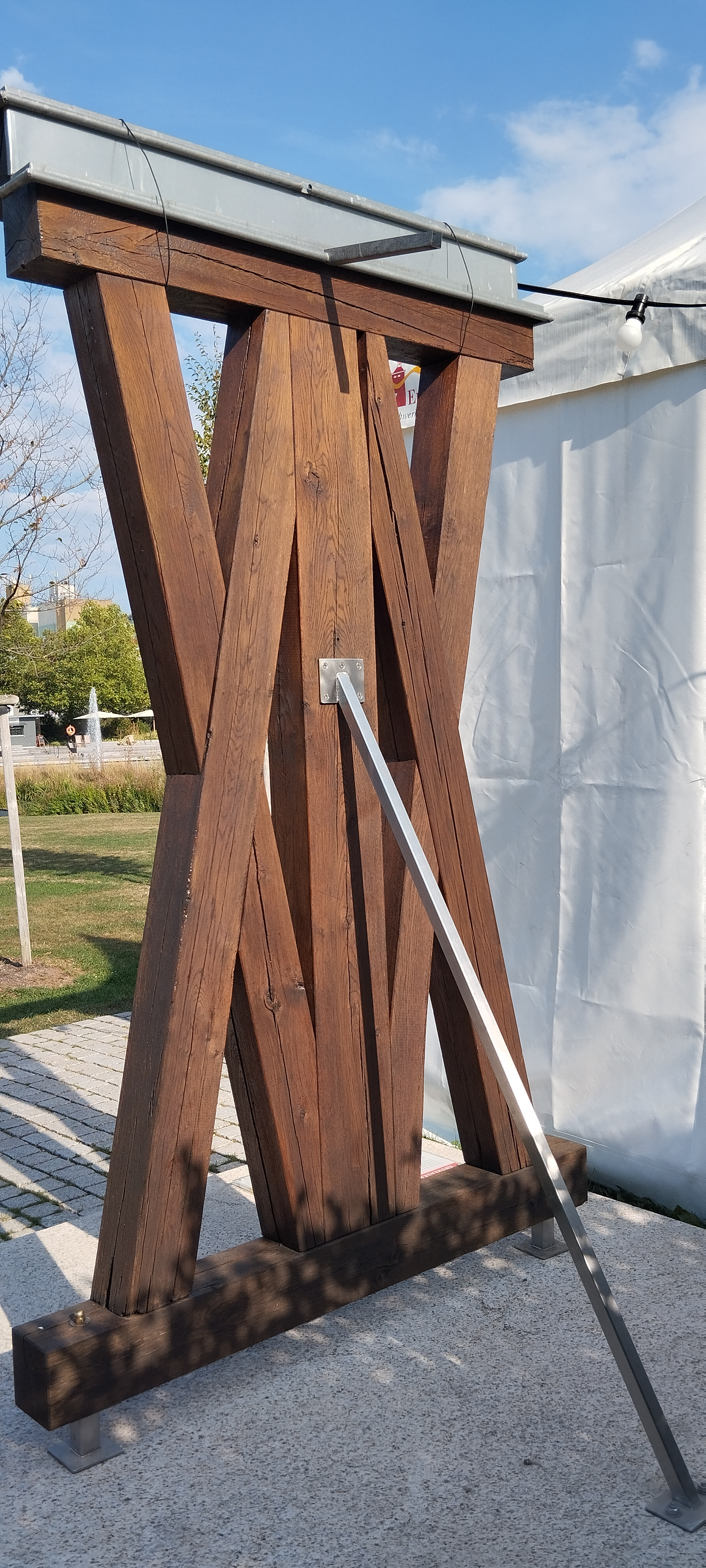
Crucile Sf. Andrei vedere spate
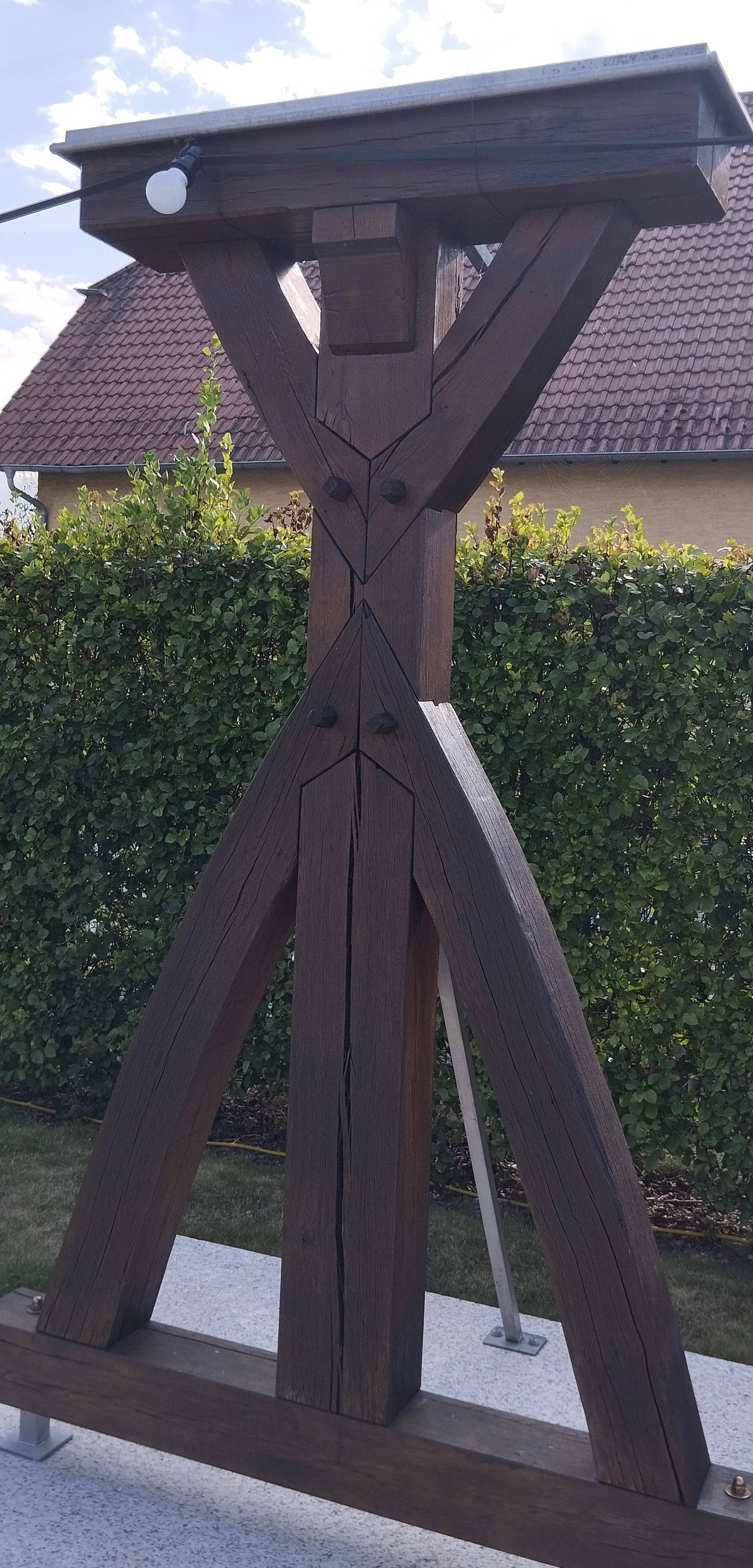
Femeia alamană (vedere față)
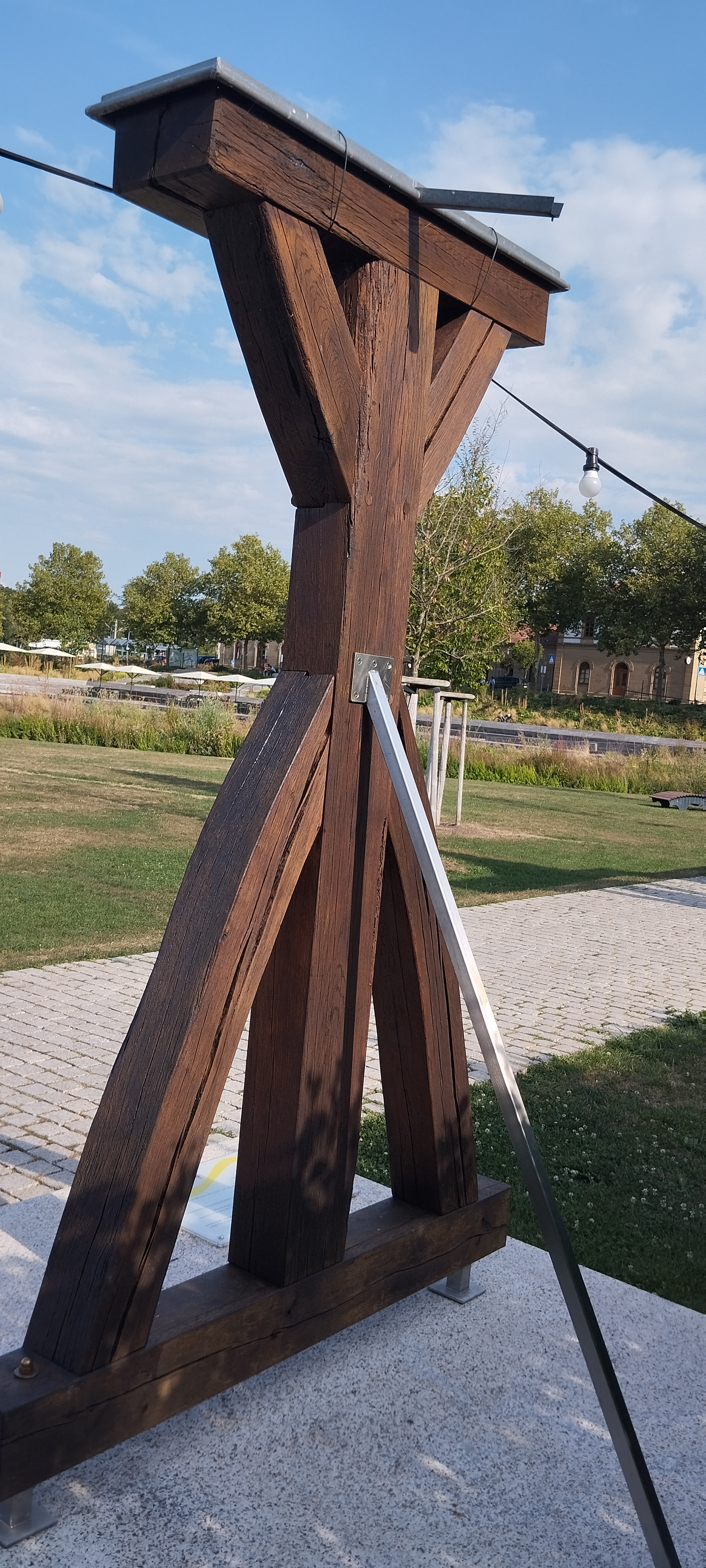
Femeia alamană (vedere din spate a îmbinărilor)
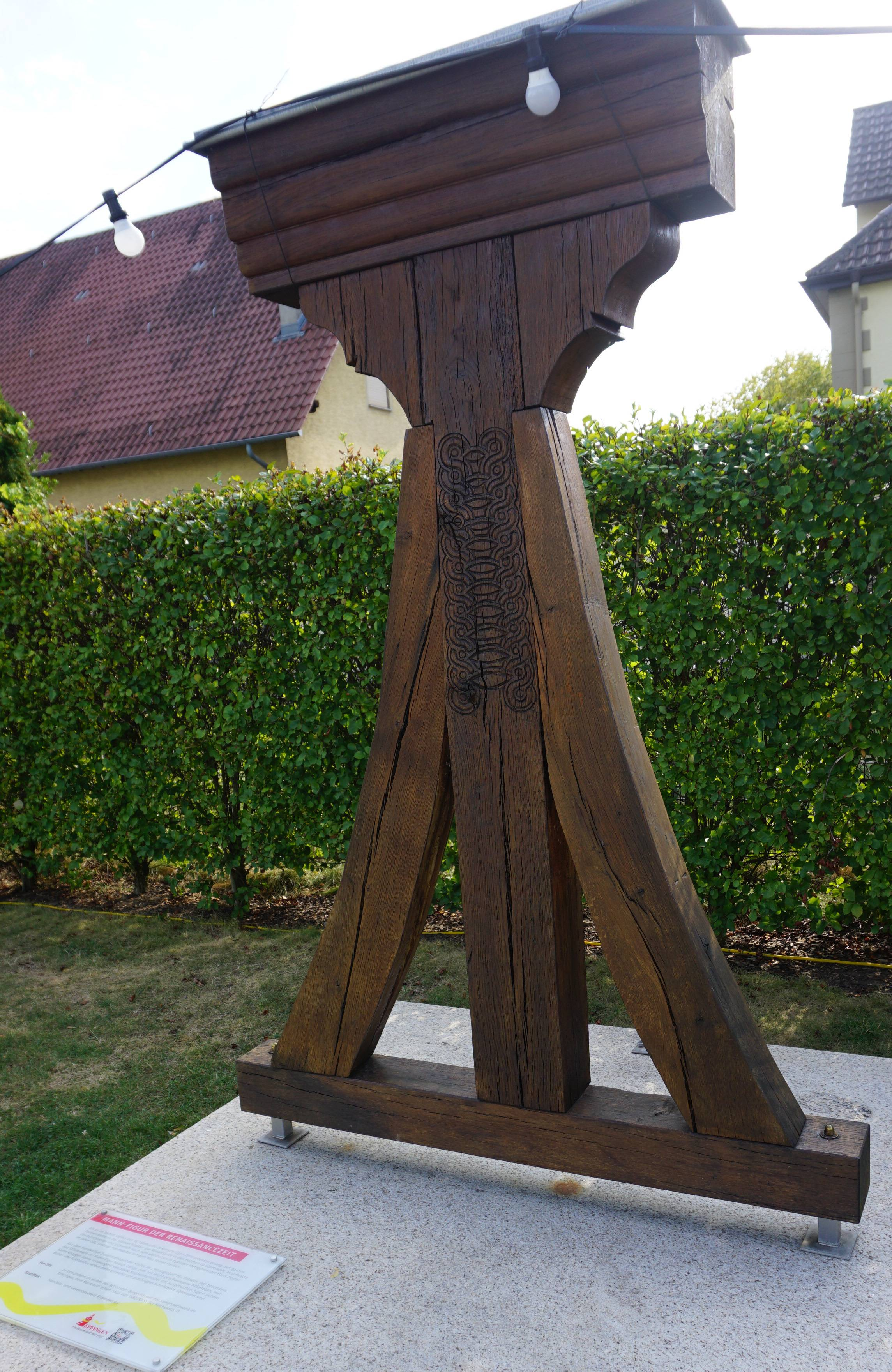
Bărbat francon, figură de paiantă